# Norman Fucking Rockwell!
Norman Fucking Rockwell! (abreviado como NFR!)es el sexto álbum de estudio de la cantante estadounidense Lana Del Rey; lanzado al mercado el 30 de agosto de 2019 por Polydor e Interscope Records. Del Rey y Jack Antonoff produjeron principalmente el álbum, con contribuciones adicionales de Zach Dawes, Andrew Watt y el antiguo colaborador de Del Rey, Rick Nowels. Musicalmente, Norman Fucking Rockwell! se compone de jams de psic-rock y baladas de piano, presentando también referencias a varios artistas de rock clásico. El título del álbum hace referencia al ilustrador y fotógrafo Norman Rockwell.
Los dos primeros sencillos del álbum, «Mariners Apartment Complex» y «Venice Bitch», fueron lanzados el 12 y el 18 de septiembre de 2018 respectivamente; seguidos de «Hope Is a Dangerous Thing for a Woman Like Me to Have – but I Have It», «Doin' Time», «Fuck It, I Love You» y «The Greatest», lanzados durante todo 2019.
El álbum fue nominado en las categorías de Mejor Canción y Álbum del Año en la 62.ª edición de los Premios Grammy. Para promocionar el álbum, Del Rey se embarcó en una gira de conciertos titulada The Norman Fucking Rockwell Tour (2019-2020).
Norman Fucking Rockwell! posee el puesto #321 dentro de Los 500 mejores álbumes de todos los tiempos según Rolling Stone siendo hasta la fecha el primer y único álbum de Del Rey en figurar en dicha lista.

## Antecedentes
Lana Del Rey mencionó por primera vez el material que seguiría a Lust for Life durante una entrevista con Pitchfork en enero de 2018, en la 60.ª Entrega Anual de los Premios Grammy. En ese momento, Del Rey dijo: "Tengo un par de canciones más. Tengo una canción extraña llamada «Bartender» que todavía no pertenece a un disco". El álbum se grabó con el título provisional de Bird World en sus primeras fases de desarrollo. En marzo de 2018, Del Rey compartió un fragmento de otra canción del disco, «Happiness is a Butterfly», en sus redes sociales.En octubre de 2018, Del Rey actuó junto a Jack Antonoff, con quien había colaborado en el disco, en un evento de Apple Music, donde estrenó la canción «How to Disappear». El primer sencillo, «Mariners Apartment Complex», fue lanzado el 12 de septiembre de 2018. La semana siguiente, Del Rey lanzó el segundo sencillo «Venice Bitch» y reveló el nombre del álbum el 18 de septiembre. El tercer sencillo, «hope is a dangerous thing for a woman like me to have - but I have it», fue lanzado el 9 de enero de 2019. En un concierto de junio del mismo año, en Irlanda, Del Rey anunció que el álbum se lanzaría en agosto. Hasta que finalmente, la portada del álbum, la fecha de lanzamiento y la lista de canciones fueron anunciadas por Del Rey el 31 de julio de 2019.

## Composición
FLOOD Magazine describió el sonido del álbum como "un rock suave y meloso" y señaló que las letras mejoradas de Del Rey abordan temas más amplios que sus trabajos anteriores. Según los críticos, Norman Fucking Rockwell! presenta "jams de psycho-rock" y baladas basadas en el piano. Consequence of Sound describió el disco como "canciones de cuna de psicopop, historias de amor romántico complicado y consumista, y odas abiertas al sueño empañado de California" Se ha caracterizado como un "clásico del pop", además de encarnar el folk-rock y existir en algún lugar entre el rock desértico y el trip hop "minimalista" de los anteriores trabajos de Del Rey.
El álbum presenta una fuerte influencia del rock clásico de los 70. Kitty Empire de The Observer señaló que "las cuerdas y los sintetizadores son la banda sonora de varias canciones de amor", y también señaló varias referencias al rock clásico a lo largo del álbum, incluyendo "Cinnamon Girl" de Neil Young, Crosby, Stills, & Nash, y Houses of the Holy de Led Zeppelin.  Rob Sheffield, de Rolling Stone, destacó las "fantasías soft-rock de Laurel Canyon de los 70" del álbum, incluidas referencias a Joni Mitchell y los Eagles.
No Ripcord describió Norman Fucking Rockwell! como "un disco de pop extraordinariamente agudo que conserva su fascinación por la iconografía de la cultura pop y la simplicidad rosada de una América de posguerra en la que reinaban el rock clásico y los vaqueros azules, y los lleva a lugares mucho más profundos".

## Recepción crítica
Norman Fucking Rockwell! recibió aclamación universal desde su lanzamiento. En una crítica positiva para Slant Magazine, Sal Cinquemani lo describe como «una colección embriagadora de psic-rock y piano y cantos de piano que se mezclan entre sí y rara vez cambian el tempo de pista a pista», también dijo que constituye «evaluaciones francas de los efectos psíquicos de un mundo en espiral hacia el caos». También escribiendo positivamente, Alexandra Pollard de The Independent escribió que «El álbum es sensual y soporífero, sentado en algún lugar entre el minimalista trip-hop de los primeros días de Del Rey y el rocoso rock del desierto con el que ha jugado a lo largo de los años», y concluyó que «Este es Del Rey en su forma más asertiva». En su ‹evaluación prematura›, Stereogum escribió que el álbum es «una hermosa obra para una nueva era oscura: una mirada cariñosa al mundo que acabamos de destruir», y lo llamó «música de yoga para el apocalipsis». Álvaro Tejada de la revista española Mondosonoro, en una revisión positiva dijo que «los haters [de Del Rey] podrán decir que todas sus canciones suenan igual y que sus narrativas siempre son las mismas, pero los que hemos vivido de cerca su progreso sabemos que no es así», aseverando que «Lana ha conseguido desnudarse y encontrar la mejor versión de sí misma en el mundo de la música». Alexis Petridis, del periódico británico The Guardian, le dio tres estrellas de cinco, y dijo que «Del Rey vuelve a su pozo de melodías deslumbrantes, guitarras vibrantes, twin Peaks-ish estadounidenses y baladas cinematográficas sobre mujeres enamoradas de buenos para nada».

## Lista de canciones
| N.º   | Título                                                                  | Escritor(es) | Productor(es)                           | Duración |  |
| 1.    | «Norman Fucking Rockwell»                                               | Lana Del Rey Jack Antonoff | Antonoff Del Rey                        | 4:08     |  |
| 2.    | «Mariners Apartment Complex»                                            | Del Rey Antonoff | Antonoff Del Rey                        | 4:06     |  |
| 3.    | «Venice Bitch»                                                          | Del Rey Antonoff | Antonoff Del Rey                        | 9:38     |  |
| 4.    | «Fuck It, I Love You»                                                   | Del Rey Antonoff Andrew Watt Louis Bell | Antonoff Watt Bell                      | 3:38     |  |
| 5.    | «Doin' Time»                                                            | Bradley James Nowell Marshall Raymond Goodman Ira Gershwin George Gershwin Dorothy Heyward DuBose Heyward Adam Keefe Horovitz Adam Nathaniel Yaunch Rick Rubin | Watt Happy Perez                        | 3:17     |  |
| 6.    | «Love Song»                                                             | Del Rey Antonoff | Antonoff Del Rey                        | 3:49     |  |
| 7.    | «Cinnamon Girl»                                                         | Del Rey Antonoff | Antonoff Del Rey                        | 5:00     |  |
| 8.    | «How to Disappear»                                                      | Del Rey Antonoff | Antonoff Del Rey                        | 3:48     |  |
| 9.    | «California»                                                            | Del Rey Zachary Edwin Dawes | Dawes Antonoff Del Rey                  | 5:05     |  |
| 10.   | «The Next Best American Record»                                         | Del Rey Rick Nowels | Del Rey Dean Reid Kieron Menzies Nowels | 5:49     |  |
| 11.   | «The Greatest»                                                          | Del Rey Antonoff | Antonoff Del Rey                        | 5:00     |  |
| 12.   | «Bartender»                                                             | Del Rey Nowels | Del Rey Nowels                          | 4:23     |  |
| 13.   | «Happiness Is a Butterfly»                                              | Del Rey Antonoff Nowels | Antonoff Del Rey                        | 4:32     |  |
| 14.   | «Hope Is a Dangerous Thing for a Woman Like Me to Have – but I Have It» | Del Rey Antonoff | Antonoff Del Rey                        | 5:58     |  |
| 67:38 |                                                                         | |                                         |          |  |

## Listas
| Lista (2019)                            | Mejor posición |
| --------------------------------------- | -------------- |
| Argentina (CAPIF)                       | 1              |
| Australia (ARIA)                        | 4              |
| Austria (Ö3 Austria)                    | 7              |
| Bélgica (Ultratop flamenca)             | 2              |
| Bélgica (Ultratop valona)               | 3              |
| Canadá (Billboard Canadian Albums)      | 3              |
| República Checa (ČNS IFPI)              | 4              |
| Dinamarca (Hitlisten)                   | 3              |
| Países Bajos (Album Top 100)            | 4              |
| Estonia (Eesti Ekspress)                | 1              |
| Finlandia (Suomen Virallinen Lista)     | 6              |
| Francia (SNEP)                          | 4              |
| Alemania (Media Control Charts)         | 5              |
| Grecia (IFPI)                           | 7              |
| Hungría (MAHASZ)                        | 15             |
| Irlanda (IRMA)                          | 2              |
| Italia (FIMI)                           | 5              |
| México (AMPROFON)                       | 3              |
| Nueva Zelanda (RMNZ)                    | 5              |
| Noruega (VG-lista)                      | 2              |
| Polonia (ZPAV)                          | 4              |
| Portugal (AFP)                          | 1              |
| Corea del Sur (Gaon)                    | 83             |
| España (PROMUSICAE)                     | 2              |
| Suecia (Sverigetopplistan)              | 2              |
| Suiza (Schweizer Hitparade)             | 1              |
| Reino Unido (UK Albums Chart)           | 1              |
| Estados Unidos (Billboard 200)          | 3              |
| Estados Unidos (Top Alternative Albums) | 1              |